# Ronde van de Algarve 2013
De Ronde van de Algarve 2013 (Portugees: Volta ao Algarve 2013) werd gehouden van donderdag 14 februari tot en met zondag 17 februari in Portugal. Het is de 39e editie en behoort tot de UCI Europe Tour 2013. De wielerronde kende in totaal negentien uitvallers, waarvan zeven van de acht renners van het Nationale Team van Angola.

## Etappe-overzicht
| etappe | datum       | start        | finish                 | afstand  | winnaar      | klassementsleider |
| ------ | ----------- | ------------ | ---------------------- | -------- | ------------ | ----------------- |
| 1e     | 14 februari | Faro         | Albufeira              | 198,8 km | Paul Martens | Paul Martens      |
| 2e     | 15 februari | Faro         | Lagoa                  | 195 km   | Theo Bos     | Theo Bos          |
| 3e     | 16 februari | Portimão     | Alto Do Malhão (Loulé) | 193 km   | Sergio Henao | Sergio Henao      |
| 4e     | 17 februari | Castro Marim | Tavira                 | 34,8 km  | Tony Martin  | Tony Martin       |

## Etappe-uitslagen

### 1e etappe
| Faro – Albufeira (198,8 km) |                      |                              |          |
| Plaats                      | Naam                 | Ploeg                        | tijd     |
| Winnaar                     | Paul Martens         | Blanco Pro Cycling           | 5u07'29" |
| 2                           | Tiago Machado        | RadioShack-Leopard           | z.t.     |
| 3                           | Theo Bos             | Blanco Pro Cycling           | z.t.     |
| 4                           | Giacomo Nizzolo      | RadioShack-Leopard           | z.t.     |
| 5                           | Thomas Sprengers     | Topsport Vlaanderen-Baloise  | z.t.     |
| 6                           | Mark Cavendish       | Omega Pharma-Quickstep       | z.t.     |
| 7                           | Tom Van Asbroeck     | Topsport Vlaanderen-Baloise  | z.t.     |
| 8                           | Rui Costa            | Team Movistar                | z.t.     |
| 9                           | Alessandro Bazzana   | Unitedhealthcare Pro Cycling | z.t.     |
| 10                          | Samuel José Caldeira | OFM-Quinta da Lixa           | z.t.     |

### 2e etappe
| Faro – Lagoa (198,8 km) |                      |                              |          |
| Plaats                  | Naam                 | Ploeg                        | tijd     |
| Winnaar                 | Theo Bos             | Blanco Pro Cycling           | 4u50'15" |
| 2                       | Giacomo Nizzolo      | RadioShack-Leopard           | z.t.     |
| 3                       | Bruno Matos Sancho   | Carmim-Tavira                | z.t.     |
| 4                       | Jesús Herrada        | Team Movistar                | z.t.     |
| 5                       | Kris Boeckmans       | Vacansoleil-DCM              | z.t.     |
| 6                       | Tom Leezer           | Blanco Pro Cycling           | z.t.     |
| 7                       | Alessandro Bazzana   | Unitedhealthcare Pro Cycling | z.t.     |
| 8                       | Pieter Vanspeybrouck | Topsport Vlaanderen-Baloise  | z.t.     |
| 9                       | Edwin Ávila          | Colombia                     | z.t.     |
| 10                      | Michael Mørkøv       | Saxo-Tinkoff                 | z.t.     |

### 3e etappe
| Portimão – Alto Do Malhão (Loulé) (193 km) |                    |                        |          |
| Plaats                                     | Naam               | Ploeg                  | tijd     |
| Winnaar                                    | Sergio Henao       | Sky ProCycling         | 4u53'15" |
| 2                                          | Rui Costa          | Team Movistar          | +3"      |
| 3                                          | Lieuwe Westra      | Vacansoleil-DCM        | +5"      |
| 4                                          | Rigoberto Urán     | Sky ProCycling         | +7"      |
| 5                                          | Tiago Machado      | RadioShack-Leopard     | z.t.     |
| 6                                          | Andreas Klöden     | RadioShack-Leopard     | z.t.     |
| 7                                          | Joshua Edmondson   | Sky ProCycling         | z.t.     |
| 8                                          | Denis Mensjov      | Katjoesja              | z.t.     |
| 9                                          | Jesús Herrada      | Team Movistar          | +12"     |
| 10                                         | Michał Kwiatkowski | Omega Pharma-Quickstep | z.t.     |

### 4e etappe
| Castro Marim – Tavira (34,8 km) |                      |                        |        |
| Plaats                          | Naam                 | Ploeg                  | tijd   |
| Winnaar                         | Tony Martin          | Omega Pharma-Quickstep | 45'09" |
| 2                               | Michał Kwiatkowski   | Omega Pharma-Quickstep | +1'07" |
| 3                               | Jesse Sergent        | RadioShack-Leopard     | +1'15" |
| 4                               | Lieuwe Westra        | Vacansoleil-DCM        | +1'16" |
| 5                               | Jonathan Castroviejo | Team Movistar          | +1'30" |
| 6                               | Denis Mensjov        | Katjoesja              | +1'32" |
| 7                               | Tiago Machado        | RadioShack-Leopard     | +1'47" |
| 8                               | Rui Costa            | Team Movistar          | z.t.   |
| 9                               | Andreas Klöden       | RadioShack-Leopard     | +2'04" |
| 10                              | Jan Bakelants        | RadioShack-Leopard     | +2'32" |

## Klassementsleiders
| Etappe    | Algemeen     | Punten          | Berg            | Sprint           | Ploegen            |
| 1         | Paul Martens | Paul Martens    | Sérgio Paulinho | Edoeard Vorganov | Blanco Pro Cycling |
| 2         | Theo Bos     | Theo Bos        | Manuele Boaro   | Hugo Sabido      | Blanco Pro Cycling |
| 3         | Sergio Henao | Giacomo Nizzolo | Manuele Boaro   | Hugo Sabido      | Team Sky           |
| 4         | Tony Martin  | Giacomo Nizzolo | Manuele Boaro   | Hugo Sabido      | RadioShack-Leopard |
| Eindstand | Tony Martin  | Giacomo Nizzolo | Manuele Boaro   | Hugo Sabido      | RadioShack-Leopard |

1960 · 1961 · 1962-1976 · 1977 · 1978 · 1979 · 1980 · 1981 · 1982 · 1983 · 1984 · 1985 · 1986 · 1987 · 1988 · 1989 · 1990 · 1991 · 1992 · 1993 · 1994 · 1995 · 1996 · 1997 · 1998 · 1999 · 2000 · 2001 · 2002 · 2003 · 2004 · 2005 · 2006 · 2007 · 2008 · 2009 · 2010 · 2011 · 2012 · 2013 · 2014 · 2015 · 2016 · 2017 · 2018 · 2019 · 2020 · 2021 · 2022 · 2023 · 2024 · 2025
Etappewedstrijden

 Ster van Bessèges · 
 Ronde van de Middellandse Zee · 
 Ruta del Sol · 
 Ronde van de Algarve · 
 Ronde van de Haut-Var · 
 Driedaagse van West-Vlaanderen · 
 Internationale Wielerweek · 
 Internationaal Wegcriterium · 
 Driedaagse van De Panne-Koksijde · 
 Ronde van de Sarthe · 
 Ronde van Trentino · 
 Ronde van Turkije · 
 Ronde van Asturië · 
 Vierdaagse van Duinkerke · 
 Ronde van Azerbeidzjan · 
 Szlakiem Grodòw Piastowskich · 
 Ronde van Castilië en León · 
 Ronde van Picardië · 
 Ronde van Noorwegen · 
 World Ports Classic · 
 Ronde van Beieren · 
 Ronde van België · 
 Tour des Fjords · 
 Ronde van Estland · 
 Ronde van Luxemburg · 
 Boucles de la Mayenne · 
 Ster ZLM Toer · 
 Ronde van Slovenië · 
 Route du Sud · 
 Ronde van Oostenrijk · 
 Sibiu Cycling Tour · 
 Ronde van Wallonië · 
 Ronde van Portugal · 
 Ronde van Denemarken · 
 Ronde van de Ain · 
 Ronde van Burgos · 
 Arctic Race of Norway · 
 Ronde van de Limousin · 
 Ronde van Poitou-Charentes · 
 Wielerweek van Lombardije · 
 Ronde van Groot-Brittannië · 
 Ronde van Gévaudan Languedoc-Roussillon · 
 Eurométropole Tour
Eendaagse wedstrijden

 GP La Marseillaise · 
 Grote Prijs van de Etruskische Kust · 
 Trofeo Palma · 
 Trofeo Ses Salines · 
 Trofeo Serra de Tramuntana · 
 Trofeo Platja de Muro · 
 Trofeo Laigueglia · 
 Ronde van Murcia · 
 Omloop Het Nieuwsblad · 
 Classic Sud Ardèche · 
 GP Lugano · 
 Clásica de Almería · 
 Kuurne-Brussel-Kuurne · 
 La Drôme Classic · 
 Le Samyn · 
 GP Città di Camaiore · 
 Strade Bianche · 
 Roma Maxima · 
 Ronde van Drenthe · 
 Dwars door Drenthe · 
 Nokere Koerse · 
 GP Nobili Rubinetterie · 
 Handzame Classic · 
 Classic Loire-Atlantique · 
 Grote Prijs van Cholet-Pays de Loire · 
 Dwars door Vlaanderen · 
 Route Adélie de Vitré · 
 Volta Limburg Classic · 
 Grote Prijs Miguel Indurain · 
 Ronde van La Rioja · 
 Scheldeprijs · 
 GP Pino Cerami · 
 Klasika Primavera · 
 Parijs-Camembert · 
 Brabantse Pijl · 
 GP Denain · 
 Ronde van de Finistère · 
 Tro Bro Léon · 
 Ronde van Keulen · 
 La Roue Tourangelle · 
 Rund um den Finanzplatz Eschborn-Frankfurt · 
 Ronde van de Somme · 
 ProRace Berlin · 
 Grote Prijs van Plumelec · 
 Boucles de l'Aulne · 
 Ronde van Zeeland Seaports · 
 Trofeo Melinda · 
 GP Kanton Aargau · 
 Ronde van Limburg · 
 Ronde van de Apennijnen · 
 Halle-Ingooigem · 
 Trofeo Matteotti · 
 Prueba Villafranca de Ordizia · 
 GP Industria & Artigianato-Larciano · 
 Ronde van Toscane · 
 Circuito de Getxo · 
 Polynormande · 
 RideLondon Classic · 
 GP Stad Zottegem · 
 Dutch Food Valley Classic · 
 Châteauroux Classic de l'Indre · 
 Druivenkoers Overijse · 
 Ronde van Veneto · 
 Schaal Sels · 
 Memorial Rik Van Steenbergen · 
 Brussels Cycling Classic · 
 GP Fourmies · 
 Ronde van de Doubs · 
 GP Jef Scherens · 
 Coppa Bernocchi · 
 Coppa Agostoni · 
 GP van Wallonië · 
 Ronde van de Drie Valleien · 
 Kampioenschap van Vlaanderen · 
 Memorial Marco Pantani · 
 Grote Prijs Impanis-Van Petegem · 
 GP van Isbergues · 
 GP Industria & Commercio di Prato · 
 Omloop van het Houtland · 
 Duo Normand · 
 Milaan-Turijn · 
 Ronde van Piëmont · 
 Ronde van het Münsterland · 
 Pro Cycling Marathon · 
 Ronde van de Vendée · 
 Memorial Frank Vandenbroucke · 
 Coppa Sabatini · 
 Parijs-Bourges · 
 Ronde van Emilia · 
 GP Beghelli · 
 Parijs-Tours · 
 Nationale Sluitingsprijs · 
 Ronde van Romagna · 
 Chrono des Nations